# Azabal
Azabal este un oraș din Spania, situat în provincia Cáceres din comunitatea autonomă Extremadura. Are o populație de 308 de locuitori.